# Son or
Son or è un cortometraggio muto del 1915 diretto da Louis Feuillade e interpretato da Yvette Andréyor e René Cresté.

## Produzione
Il film fu prodotto dalla Société des Etablissements L. Gaumont.